# Robert Kümmert
Robert Kümmert (* 3. März 1909 in Aschaffenburg; † 13. November 1991) war von 1945 bis 1969 Caritasdirektor in der Diözese Würzburg und seit 1963 Begründer des St. Josefs-Stifts Eisingen, einer Behinderteneinrichtung in der Nähe von Würzburg.

## Leben und Wirken
Kümmert empfing 1935 an seinem 26. Geburtstag aus der Hand von Bischof Matthias Ehrenfried die Priesterweihe. Die NS-Zeit verbrachte der junge Priester als Kaplan in Marktheidenfeld und Hammelburg, als Kooperator in Bad Brückenau und während des Zweiten Weltkrieges in Obereschenbach. Nach dem Zusammenbruch des Dritten Reiches holte ihn Bischof Matthias Ehrenfried am 1. August 1945 nach Würzburg und ernannte ihn zum Caritasdirektor im schwer unter den Kriegsfolgen leidenden Bistum.
Bis 1969 leistete Kümmert als Caritasdirektor Aufbauarbeit im Caritasverband der Diözese Würzburg, der seit 1927 ohne Führung gewesen war: Innerhalb weniger Monate ließ er in ganz Unterfranken Schulspeisungen mit bis zu 90.000 Portionen einrichten. Ein Suchdienst für Kriegsheimkehrer und Vermisste klärte allein in Würzburg 36.000 Fälle auf. Im Januar 1949 gründete er im Auftrag des Bischofs Julius Döpfner das St.-Bruno-Werk, um den ausgebombten Menschen wieder neue Wohnungen zu schaffen. Er leitete Katastrophenhilfen ein, stand Spätheimkehrern bei der Eingliederung bei, ließ den kirchlichen Suchdienst errichten, die Bahnhofsmission ausbauen, Kindergärten und Altenheime schaffen und den Simonshof in der Rhön für Nichtsesshafte einrichten. Am 1. März 1969 gab Kümmert die Leitung des Caritasverbandes ab.
Neben der Leitung des Caritasverbandes errichtete Kümmerts das St. Josefs-Stift in Eisingen, wozu er am 23. Februar 1963 den Verein „St. Josefs-Stiftung für Behinderte e. V.“ gründete. In Würzburg wurde eine Einrichtung mit über 300 Plätzen für geistig- und mehrfachbehinderte Menschen errichtet. Von seinem 60. bis 70. Lebensjahr betreute er als 1. Vorsitzender des Vereins „St.-Josefs-Stiftung für Behinderte e. V.“ und als Pfarrer die behinderten Heimbewohner im St.-Josefs-Stift.
Am 13. November 1991 verstarb Robert Kümmert. Zehn Jahre nach seinem Tod wurde die Straße, die zum St. Josefs-Stift hinaufführt, nach ihm benannt.

## Ehrungen
- 1966: Bundesverdienstkreuz erster Klasse
- 1970: Silberner Brotteller des Deutschen Caritasverbandes und das Goldene Siegel der Stadt Würzburg
- 1972: Bayerischer Verdienstorden
- 1979: Ehrenbürgerwürde von Eisingen
- 1984: Liborius-Wagner-Medaille
- 1985: Sankt-Bruno-Medaille
- 1988: Bayerische Staatsmedaille für soziale Verdienste
- 1991: Unterfränkische Bezirksmedaille

## Veröffentlichungen
- Josef Kuhn/Robert Kümmert: Fränkische Glaubenszeugen. Lebensbilder fränkischer Heiliger, Helfer und Glaubenszeugen unter besonderer Berücksichtigung des Bistums Würzburg. 2. Auflage, Mellrichstadt 1990.
- Josef Kuhn: Robert Leopold Kümmert. Leben und Wirken eines Glaubenszeugen unserer Zeit. Mellrichstadt 1994.